# 과실범죄
과실범죄(過失犯罪)는 범죄자가 해당 행위를 하여 범죄를 일으킬 뜻이 없는 데 부주의등으로 인해 과실로 발생하는 범죄이다.
약어로 부르거나 해당 범죄자를 부를 때 과실범(過失犯)이라고 한다.

## 과실범죄의 종류
- 실화의 죄
  - 실화죄
  - 업무상실화중실화죄
  - 폭발성물건파열죄
  - 폭발성물건파열치사상죄
  - 가스·전기등 방류죄
  - 가스·전기등 방류치사상죄
  - 과실폭발물폭발등 죄

### 과실치사상의 죄
- - 과실치상죄
  - 과실치사죄
  - 업무상과실, 중과실에 의한 치사상죄

업무상과실치상죄에 있어서의 '업무'란 사람의 사회생활면에서 하나의 지위로서 계속적으로 종사하는 사무를 말한다. (대판 2009.5.28. 2009도1040)
건물의 소유자로서 건물을 비정기적으로 수리하거나 건물의 일부분을 임대하였다는 사정만으로서는 업무상과실치상죄에 있어서의 '업무'로 보기 어렵다. (대판 2009.5.28. 2009도1040)
태아를 사망에 이르게 하는 행위가 임산부 신체의 일부를 훼손하는 것이라거나 태아의 사망으로 인하여 그 태아를 양육, 출산하는 임산부의 생리적 기능이 침해되어 임산부에 대한 상해가 된다고 볼 수는 없다. (2009.7.9. 2009도1025)